# 'Ara'ir
 `Ara`ir  (arabă عراعير) este un oraș din Guvernoratul Madaba din nord-vestul Iordaniei, considerat a fi orașul biblic  Aroer. Aroes în perioada elenistică și  în perioada  romană.